# Communauté de communes du Pays de Villeneuve en Armagnac Landais
La communauté de communes du Pays de Villeneuve en Armagnac Landais est une communauté de communes française, située dans le département des Landes et la région Nouvelle-Aquitaine.

## Historique
Elle a été créée le 31 décembre 1997 pour une prise d'effet immédiate.

## Territoire communautaire

### Géographie
Située à l'est  du département des Landes, la communauté de communes du Pays de Villeneuve en Armagnac Landais regroupe 12 communes et présente une superficie de 214 km2.

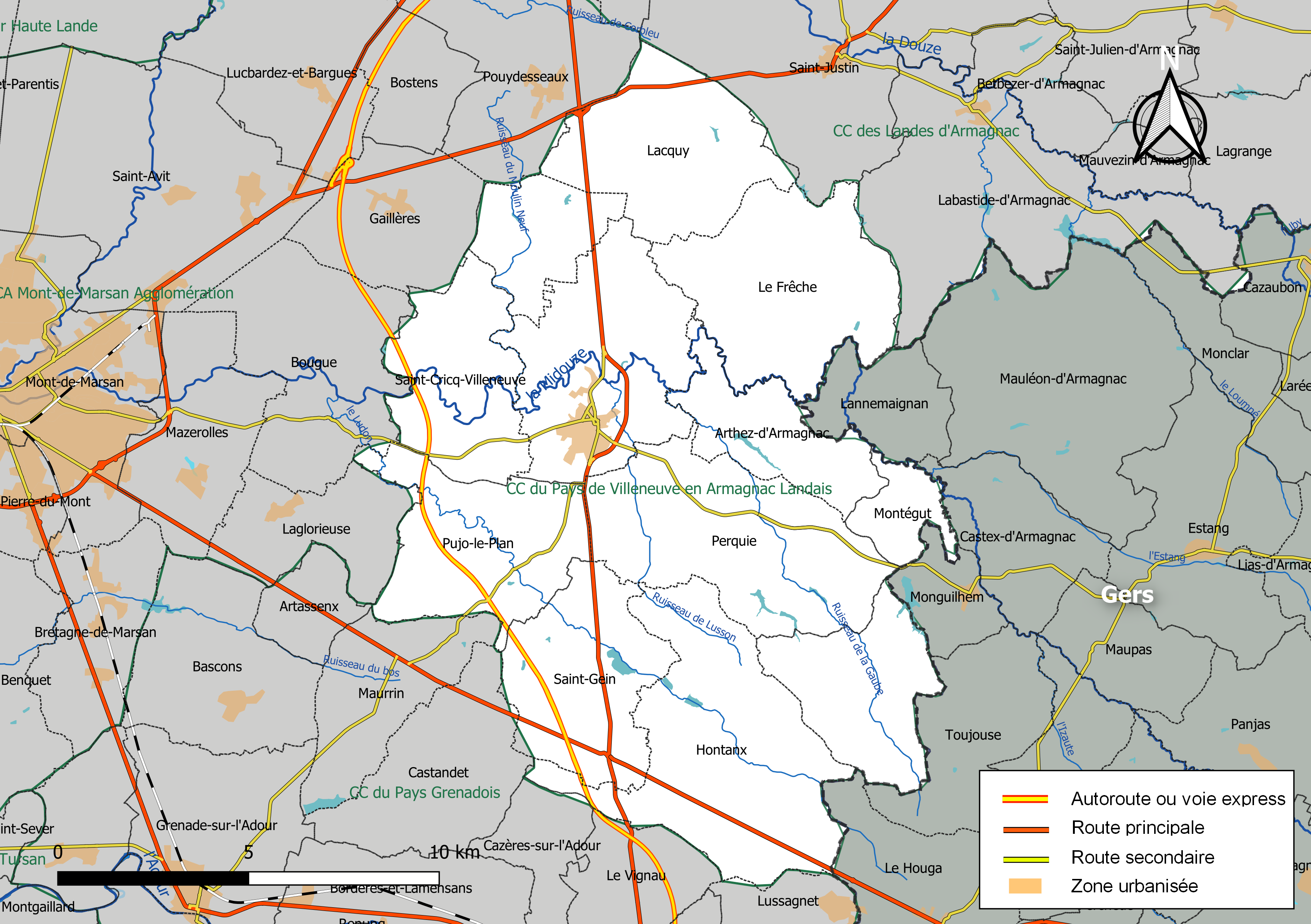
Carte de la communauté de communes du Pays de Villeneuve en Armagnac Landais au 1er janvier 2019.

### Composition

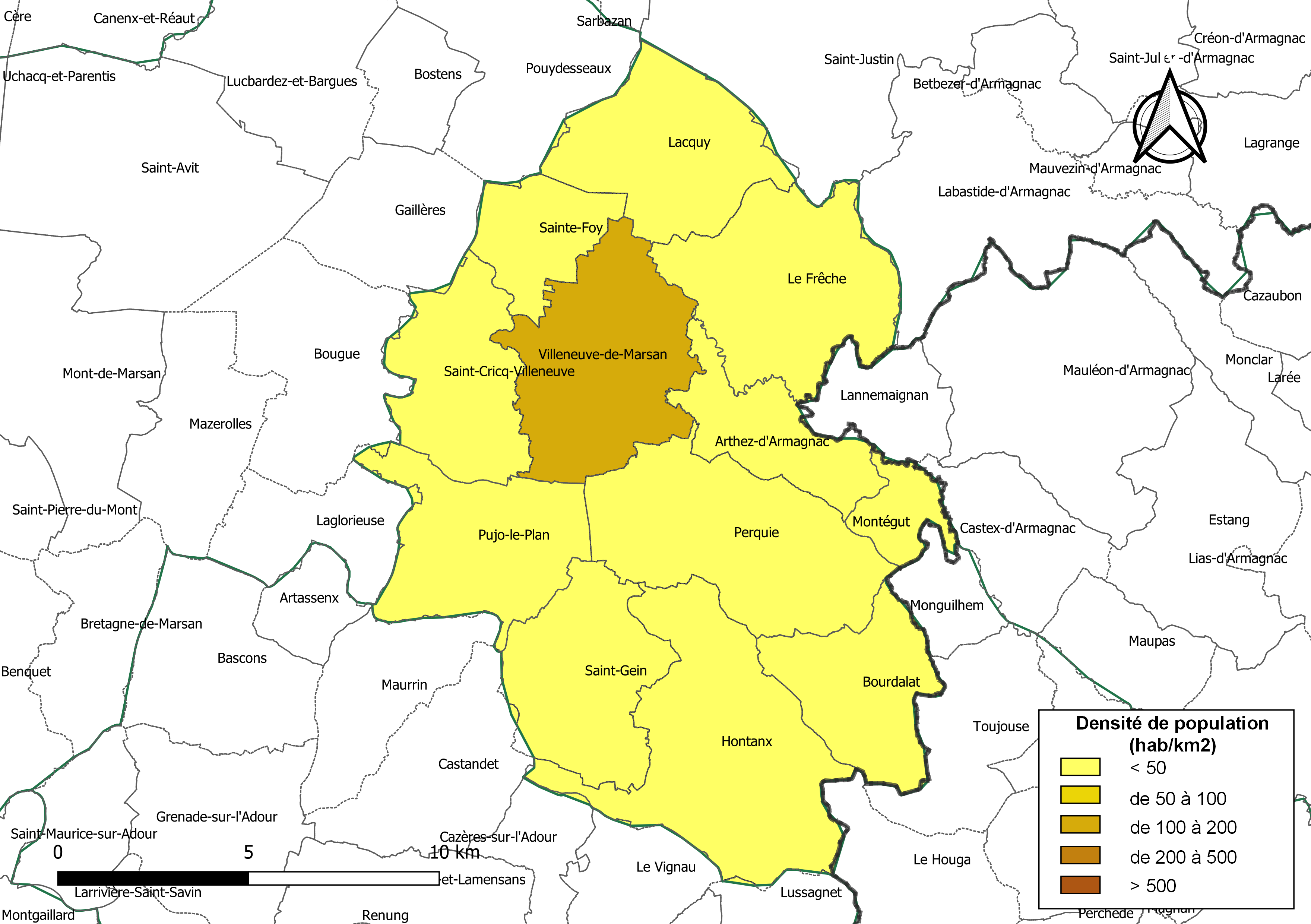
Carte des densités de population (millésimée 2016) des communes de la communauté de communes du Pays de Villeneuve en Armagnac Landais. Composition en communes au 1er janvier 2019.

La communauté de communes est composée des 12 communes suivantes :

| Nom                          | Code Insee | Gentilé         | Superficie (km2) | Population (dernière pop. légale) | Densité (hab./km2) |
| ---------------------------- | ---------- | --------------- | ---------------- | --------------------------------- | ------------------ |
| Villeneuve-de-Marsan (siège) | 40331      | Villeneuvois    | 23,14            | 2 487 (2022)                      | 107                |
| Arthez-d'Armagnac            | 40013      | Arthéziens      | 11,17            | 92 (2022)                         | 8,2                |
| Bourdalat                    | 40052      | Bourdalatois    | 14,15            | 205 (2022)                        | 14                 |
| Le Frêche                    | 40100      | Fréchois        | 23,41            | 388 (2022)                        | 17                 |
| Hontanx                      | 40127      | Hontanois       | 30,48            | 611 (2022)                        | 20                 |
| Lacquy                       | 40137      | Lacquois        | 19,28            | 288 (2022)                        | 15                 |
| Montégut                     | 40193      | Montéacutins    | 4,82             | 78 (2022)                         | 16                 |
| Perquie                      | 40221      | Perquois        | 26,34            | 342 (2022)                        | 13                 |
| Pujo-le-Plan                 | 40238      | Pujolais        | 18,51            | 625 (2022)                        | 34                 |
| Saint-Cricq-Villeneuve       | 40255      | Saint-Cricquois | 15,76            | 464 (2022)                        | 29                 |
| Saint-Gein                   | 40259      | Saint-Geinois   | 17,85            | 418 (2022)                        | 23                 |
| Sainte-Foy                   | 40258      | Foyens          | 9,1              | 251 (2022)                        | 28                 |

### Démographie
| 1968  | 1975  | 1982  | 1990  | 1999  | 2010  | 2015  | 2021  |
| ----- | ----- | ----- | ----- | ----- | ----- | ----- | ----- |
| 5 425 | 5 311 | 5 266 | 5 306 | 5 401 | 6 025 | 6 259 | 6 257 |

## Administration
| Période                                  | Période    | Identité           | Étiquette | Qualité                                   |
| ---------------------------------------- | ---------- | ------------------ | --------- | ----------------------------------------- |
| Les données manquantes sont à compléter. |            |                    |           |                                           |
| mars 2001                                | avril 2014 | Jacques Ducos      | PS        | Maire de Sainte-Foy                       |
| avril 2014                               | En cours   | Jean-Yves Arrestat | PCF       | Retraité EDF Maire de Perquie depuis 1995 |